# Corrado Pani
Corrado Pani, född 4 mars 1936 i Rom, död 2 mars 2005 i samma stad, var en italiensk skådespelare. Pani medverkade i omkring femtio filmer.

## Roller i urval
- 1957 – Vita nätter
- 1960 – Cleopatra, en drottning för Caesar
- 1960 – Rocco och hans bröder
- 1961 – Flickan med kappsäcken
- 1968 – Bora Bora - kärlekens ö
- 1974 – Murri-skandalen
- 1977 – Katten med stenögat
- 1992 – Scoop (TV-serie)
- 2002 – Pinocchio